# لیتل تاتهم
لیتل تاتهم (به انگلیسی: Little Totham) یک روستا و محله مدنی در بریتانیا است که در مالدون واقع شده‌است. لیتل تاتهم ۴۰۰ نفر جمعیت دارد.